# Matthyas Jenny
Matthyas Jenny (* 14. Juni 1945 in Basel; † 10. Oktober 2021 ebenda) war ein Schweizer Autor, Verleger und Literaturaktivist.

## Leben und Wirken
Matthyas Jenny war der Gründer des ersten deutschsprachigen Poesietelefons, 1976 in Basel, Gründer des «Tages der Poesie», jeweils am letzten Samstag des Monats März, Inhaber des Verlags Nachtmaschine, Gründer des Internationalen Literaturfestivals Basel (1997), des Internationalen Lyrikfestivals Basel (2001) und Initiator der Buchmesse BuchBasel (2003).
Während der Zeit von Andy Warhols Studio The Factory betrieb John Giorno 1970 das Projekt «Call a poem» im Museum of Modern Art. Jenny hat die Idee übernommen und das erste deutschsprachige Poesietelefon von 1976 bis 1982 in Basel betrieben. Er verschenkte es nach Zürich, wo es noch etwa vier Jahre durch Peter K. Wehrli und Werner Bucher, Herausgeber der Literaturzeitschrift Orte, betrieben wurde. Gegenwärtig existieren in Österreich, der BRD und der Schweiz Poesie-, Literatur- oder Dichtertelefone, z. B. in Kiel, Ostfriesland, Frankfurt und Ulm.
Der «Tag der Poesie» wurde von Jenny von 1979 bis 1988 jährlich durchgeführt in Basel, Sarnen, Liestal, Zürich, Bern, St. Gallen, Kassel, Hamburg u. a. Am «Tag der Poesie» wurde auch gleichzeitig ein «Baum der Poesie» gepflanzt.
Im Verlag Nachtmaschine, der diesen Namen erhielt, weil Jenny jeweils nur nachts arbeiten konnte, da er tagsüber als Alleinerziehender mit seinen Kindern Zoë und Caspar zusammen war, sind bis 2006 mehr als 150 Titel erschienen, unter anderem Bücher von Hansjörg Schneider, Prosa von Jürgen Ploog, zwei Erzählbände von Jörg Fauser und von René Schweizer. Seine eigenen Texte veröffentlichte Jenny u. a. in der politisch-satirischen Zeitschrift Der Metzger sowie in der Literaturzeitschrift Gasolin 23, herausgegeben von Jürgen Ploog, Walter Hartmann, Carl Weissner und Jörg Fauser.
Ab November 2006 leitete Jenny zusammen mit seiner Frau Ursula Wernle († 2007) «Das kleine Literaturhaus Basel» in der von Wernle gegründeten Buchhandlung Bachletten im gleichnamigen Quartier. Bereits 1997 hatte er das Projekt Literaturhaus Basel konzipiert, das dann von der Christoph Merian Stiftung Basel im April 2000 realisiert wurde. Im Gegensatz zum Literaturhaus Basel war «Das Kleine Literaturhaus Basel» völlig unabhängig und im Privatbesitz der Inhaber Matthyas Jenny und Ursula Wernle. Vom 29. Mai 2007 bis in den Herbst 2015 führte Jenny die nach eigenen Angaben kleinste Buchhandlung in Basel weiter. Als Leiter des Internationalen Literaturfestivals war er mittlerweile zurückgetreten.
Matthyas Jenny war der Vater des Dichters und Kunstmalers Caspar Jenny und der Schriftstellerin Zoë Jenny. Er starb im Oktober 2021 im Alter von 76 Jahren.

## Werke
- Mittagswind. Gedichte. Basel 1973.
- Fahrt in eine vergangene Zukunft. Gedichte. GTP, Basel 1975.
- Zwölf-Wort-Gedichte Band 1. GTP, Basel 1976.
- Zwölf-Wort-Gedichte Band 2. GTP, Basel 1976.
- City straight up. Short Stories. GTP, Basel 1976.
- Traumwende. Gedichte. GTP, Basel 1977.
- Postlagernd. Roman eines Durchbrenners. Maro, Augsburg 1981.
- Highway-Junkie. Short Stories. Lichtspuren, Bern 1983.
- Alles geht weiter, das Leben der Tod. Short Stories. Lenos, Basel 1994.
- Die Beschreibung der Tiefsee. Roman. Lenos, Basel 1996.
- Die Ankunft der Nacht. Stories, MaroVerlag, Augsburg 2014.

## Auszeichnungen
- 1977: Werkbeitrag der Pro Helvetia Zürich für den Roman Postlagernd
- 1981: Preis der Autorengruppe Olten für verlegerische Tätigkeit
- 1986: Jäggi-Preis der Buchhandlung Jäggi, Basel, zusammen mit Günter Wallraff
- 1998: Anerkennungspreis der UBS Basel/Zürich für literarische Tätigkeiten
- 2009: Werkbeitrag Basel-Stadt an den Roman Durch die Luft
- 2011: Kulturpreis der Stadt Basel
- 2017: Goldener Löwenstern 2017 Lions-Club St. Alban Basel